# Ma beauté
Cet article possède un paronyme, voir Beauté.
Singles de Maitre Gims
Je te pardonne
(2016) 150
(2016)
Ma beauté est une chanson du rappeur congolais Maître Gims. Elle est publiée le 3 juin 2016 en tant que premier extrait de la Pilule violette de la réédition de son deuxième album studio Mon cœur avait raison intitulée À contrecœur. Elle est aussi le premier extrait de la bande originale du film Camping 3.

## Liste de titres
| 1. | Ma beauté | Maître Gims, Dany Synthé, Adja Damba Dante | 3:04 |

## Clip vidéo
Le clip est sorti le 24 juin. Il est tourné sur la Côte d'Azur.

## Classements et certifications
| Classement (2016)                       | Meilleure position |
| --------------------------------------- | ------------------ |
| Belgique (Wallonie Ultratop 50 Singles) | 48                 |
| Belgique (Wallonie Ultratop 50 Airplay) | 40                 |
| France (SNEP)                           | 11                 |
| France (SNEP Radio)                     | 6                  |
| France (SNEP Streaming)                 | 13                 |
| France (SNEP Téléchargement)            | 11                 |

| Classement (2016) | Position |
| ----------------- | -------- |
| France (SNEP)     | 79       |

### Certification
| Pays (2019)   | Certification | Seuil de ventes                     |
| ------------- | ------------- | ----------------------------------- |
| France (SNEP) | Diamant       | 50 millions (équivalents streaming) |

## Historique de sortie
| Pays/région         | Date        | Format                    | Label              |
| ------------------- | ----------- | ------------------------- | ------------------ |
| France Monde entier | 3 juin 2016 | Téléchargement, streaming | Wati B / Jive Epic |
| France              | 2016        | CD single promotionnel    | Wati B / Jive Epic |